# Джаны-Жер
Джаны-Жер (кирг. Жаңы-Жер) — село в Кадамжайском районе Баткенской области Кыргызстана. Административный центр айылного аймака Ак-Турпак.

## География
Село расположено в восточной части области, на расстоянии приблизительно 50 километров (по прямой) к северо-западу от города Кадамжай, административного центра района. Абсолютная высота — 630 метров над уровнем моря.

## Население
Согласно оценочным данным Национального статистического комитета Кыргызской Республики, численность населения села на начало 2023 года составляла 3799 человек.
| год     | 2009 | 2014 | 2015 | 2020 | 2021 | 2023 |
| ------- | ---- | ---- | ---- | ---- | ---- | ---- |
| человек | 3028 | 3361 | 3277 | 3535 | 3586 | 3799 |